# Wyoming (Metro de Filadelfia)
Wyoming  es una estación de ferrocarril en la línea de la Calle Broad del Metro de Filadelfia. La estación se encuentra localizada en 4700 North Broad Street en Filadelfia, Pensilvania. La estación Wyoming fue inaugurada el 1 de septiembre de 1928. La Autoridad de Transporte del Sureste de Pensilvania (por sus siglas en inglés SEPTA) es la encargada por el mantenimiento y administración de la estación. 

## Descripción
La estación Wyoming cuenta con 2 plataformas laterales y 4 vías. 

## Conexiones
La estación es abastecida por las siguientes conexiones: 
- Rutas de autobuses SEPTA: 16, 75